# L'Érable
L'Érable est une municipalité régionale de comté (MRC) du Québec (Canada), située dans la région du Centre-du-Québec. Son chef-lieu est Plessisville. 

## Histoire
La MRC de l'Érable a été constituée le 1er janvier 1982.

## Géographie

### Entités territoriales
La MRC est constituée de dix municipalités locales.
| Nom                     | Statut                   | Population 2021 | Superficie (km2) | Densité (h/km2) | Ref. |
| ----------------------- | ------------------------ | --------------- | ---------------- | --------------- | ---- |
| Inverness               | Municipalité             | 910             | 178,2            | 5,11            |      |
| Laurierville            | Municipalité             | 1 313           | 108,8            | 12,07           |      |
| Lyster                  | Municipalité             | 1 587           | 167,8            | 9,46            |      |
| Notre-Dame-de-Lourdes   | Municipalité de paroisse | 787             | 83,5             | 9,43            |      |
| Plessisville            | Ville                    | 9 069           | 145,85           | 62,18           |      |
| Princeville             | Ville                    | 6 218           | 196,7            | 31,61           |      |
| Saint-Ferdinand         | Municipalité             | 2 007           | 142,7            | 14,06           |      |
| Saint-Pierre-Baptiste   | Municipalité de paroisse | 560             | 83,5             | 6,71            |      |
| Sainte-Sophie-d'Halifax | Municipalité             | 595             | 92,3             | 6,45            |      |
| Villeroy                | Municipalité             | 488             | 101,5            | 4,81            |      |
| Total                   | Total                    | 23 534          | 1 287,86         | 18,27           |      |

## Démographie
| 1991 | 1996 | 2001   | 2006   | 2011   | 2016   | 2021   |
| ---- | ---- | ------ | ------ | ------ | ------ | ------ |
| -    | -    | 23 974 | 23 158 | 23 366 | 23 425 | 23 534 |

## Administration
Son préfet est Gilles Fortier, maire de Princeville.
| Période                                  | Période  | Identité             | Étiquette                      | Qualité                        |
| ---------------------------------------- | -------- | -------------------- | ------------------------------ | ------------------------------ |
| 1982                                     | 1987     | René Chevrier        | Maire d'Inverness              |                                |
| 1987                                     | 1997     | Martial Demers       | Maire de Villeroy              | Administrateur et restaurateur |
| 1997                                     | 1999     | Denis Marois         | Maire de Lyster                |                                |
| 1999                                     | 2003     | Laurent Carignan     | Maire de Princeville           |                                |
| 2005                                     | 2011     | Jean-Paul Gaudreault | Maire de Villeroy              |                                |
| 2005                                     | 2011     | Donald Langlois      | Maire de Saint-Ferdinand       |                                |
| 2011                                     | 2019     | Sylvain Labrecque    | Maire de Lyster                | Agriculteur                    |
| 2019                                     | 2021     | Jocelyn Bédard       | Maire de Notre-Dame-de-Lourdes |                                |
| 2021                                     | 2021     | Mario Fortin         | Maire de Plessisville          | Préfet suppléant               |
| 2021                                     | En cours | Gilles Fortier       | Maire de Princeville           |                                |
| Les données manquantes sont à compléter. |          |                      |                                |                                |

## Éducation
- Commission scolaire des Bois-Francs